# Leuctra minuta
Leuctra minuta är en bäcksländeart som beskrevs av Zhiltzova 1960. Leuctra minuta ingår i släktet Leuctra och familjen smalbäcksländor.

## Underarter
Arten delas in i följande underarter:
- L. m. kastamonui
- L. m. bursaensis
- L. m. minuta